# نمل الثور
نمل الثور (الاسم العلمي:Myrmecia) هو جنس من النمل يتبع القبيلة من أسرة نملاوات الثور. وهو جنس كبير من النمل، يتألف من 93 نوعًا. توجد في جميع أنحاء أستراليا وجزرها الساحلية، في حين لا يُعرف إلا نوع واحد من نمل الثور في كاليدونيا الجديدة، وفي عام 1940 عُثر على أحد أنواعه في نيوزيلندا، ولكن آخر مرة شوهدت النملة في عام 1981.

## أنواع نمل الثور
- نمل الثور القرمزي
- نمل الثور أحمر داكن
- نمل الثور الأرنولدي
- نمل الثور المشعر
- نمل الثور أغبس الساق
- نمل الثور الكبير
- نمل الثور الأنيق
- نمل الثور المومض
- نمل الثور ثلاثي الأسنان
- نمل الثور الجميل
- نمل الثور الزائغ
- نمل الثور أسود الرأس
- نمل الثور الأسود
- نمل الثور شبه مخطط
- نمل الثور الشمالي
- نمل الثور المزخرف
- نمل الثور الصحراوي
- نمل الثور الصغير
- نمل الثور أصفر الأوبار
- نمل الثور الغربي
- نمل الثور المنتصب
- نمل الثور القمي
- نمل الثور كمثري الشكل
- نمل الثور الكوينسلاندي
- نمل الثور المتفاوت
- نمل الثور المتجعد
- نمل الثور المتغير
- نمل الثور المتناصف
- نمل الثور المتجانس
- نمل الثور المحرق
- نمل الثور المدبب
- نمل الثور المسوق
- نمل الثور المقصي
- نمل الثور حسن الشكل
- نمل الثور النبيل
- نمل الثور الهزيل
- نمل الثور الهيلي